# Andaspis recurrens
Andaspis recurrens är en insektsart som beskrevs av Sadao Takagi och Kawai 1966. Andaspis recurrens ingår i släktet Andaspis och familjen pansarsköldlöss. Inga underarter finns listade i Catalogue of Life.